# Pitcairnia subulifera
Pitcairnia subulifera är en gräsväxtart som beskrevs av Lyman Bradford Smith. Pitcairnia subulifera ingår i släktet Pitcairnia och familjen Bromeliaceae. Inga underarter finns listade i Catalogue of Life.